# Henri Antoine de Ligne
Henri Antoine, prince héritier de Ligne, né à Bruxelles le 1er mars 1989, est depuis 2005 l'actuel prince héritier de la maison de Ligne et donc titulaire du titre de prince de Ligne, comme fils aîné de Michel de Ligne.

## Biographie

### Famille
Henri Antoine Gabriël Wauthier Marie Lamoral de Ligne est le second des deux enfants du prince Michel de Ligne (cousin germain de l'actuel grand-duc Henri de Luxembourg) et de son épouse Eleonora d'Orléans-Bragance (fille du prince Pedro Enrique du Brésil,).
Il a une sœur aînée, la princesse Alix de Ligne, née le 3 juillet 1984,.

### Études et carrière
Henri de Ligne étudie le droit à l'université de Maastricht de 2009 à 2014. En 2020, il travaille à la Commission européenne à Bruxelles.